# Lévrier whippet
Le lévrier whippet (Lévrier nain) est une race canine d'origine anglaise et française, le standard de la robe comporte du blanc sur la poitrine et au bout des pattes . La Fédération cynologique internationale le répertorie dans le groupe 10, lévriers, section 3, standard no 162.

## Description

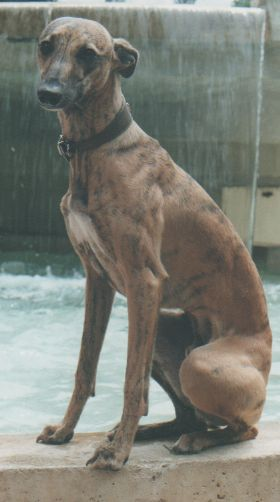
Whippet (mâle) bringé.

Son nom dérive de whip it, qui signifie « fouette ! » ou « vas-y ! », injonction que les parieurs lançaient à leurs favoris, pendant les courses. En Angleterre, il est engagé dans les courses de lévriers, sous l'appellation de « cheval de course des pauvres ».
Le whippet allie une grande élégance à de réelles qualités d'athlète. Il représente un modèle de grâce et de puissance. Sa tête est longue, sur une belle encolure et une poitrine très éclatée au niveau du cœur. Les côtes sont bien cintrées. Son dos large et ferme forme une nette voussure au niveau des reins, mais sans excès.
Les allures sont dégagées et franches.
Poids : mâle de 12 à 15 kg; femelle 10 à 13 kg.
Taille : mâle de 47 à 53 cm; femelle de 44 à 49 cm.
Depuis quelques années, la taille officielle a été modifiée, en France, avec une tolérance de + ou - 2 cm pour la taille et une tolérance de 200 g sur le poids maximum autorisé.
Le whippet est le lévrier le plus répandu en France (en 2005, il représente 46 % des inscriptions provisoires de Lévriers au LOF auprès de la SCC). Il est utilisé comme chien de course et de compagnie.
Téméraire, efficace et rapide, il est capable d'atteindre une vitesse supérieure à 55 km/h en moyenne avec des pointes records à 80 km/h sur de courtes distances, qui fait de lui un des lévriers les plus rapides.

## Histoire
Il ressemble au lévrier de Pharaon et certains prétendent qu'il aurait probablement été introduit lors de la conquête romaine de l'Angleterre en 55 av. J.-C.. L'origine de la race semble remonter plutôt à l’Angleterre du XVe siècle.

Connue depuis le XVIIe siècle dans le Nord de l'Angleterre, où on l'utilisait à la place du fox-terrier pour la chasse au lièvre, la race n'a été fixée qu'à la fin du XIXe siècle, par l'apport de sang de terriers et de petits greyhounds.
Elle n'a été reconnue en tant que telle qu'en 1899, après une sérieuse sélection effectuée à partir des années 1880. À cette époque, les ouvriers et les mineurs des régions industrielles du Nord de l'Angleterre, passionnés de courses de capture de lapins, mais soumis à l'interdiction de posséder des greyhounds (privilège de la famille royale), ont sélectionné ce petit chien vif, à partir de son noble cousin, le greyhound, et de différents apports, dont le bedlington terrier et le petit lévrier italien.

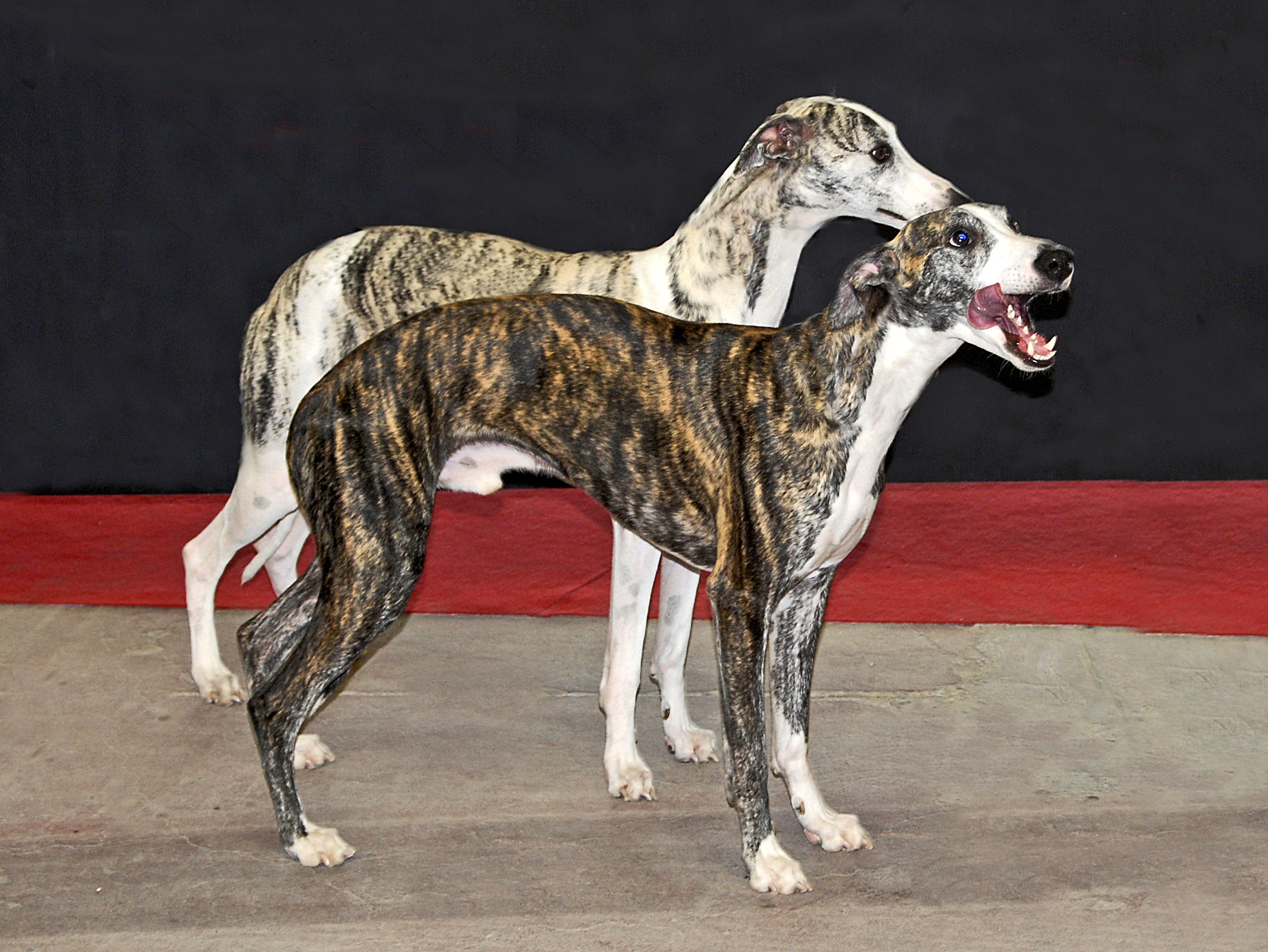
Deux whippets bringés.
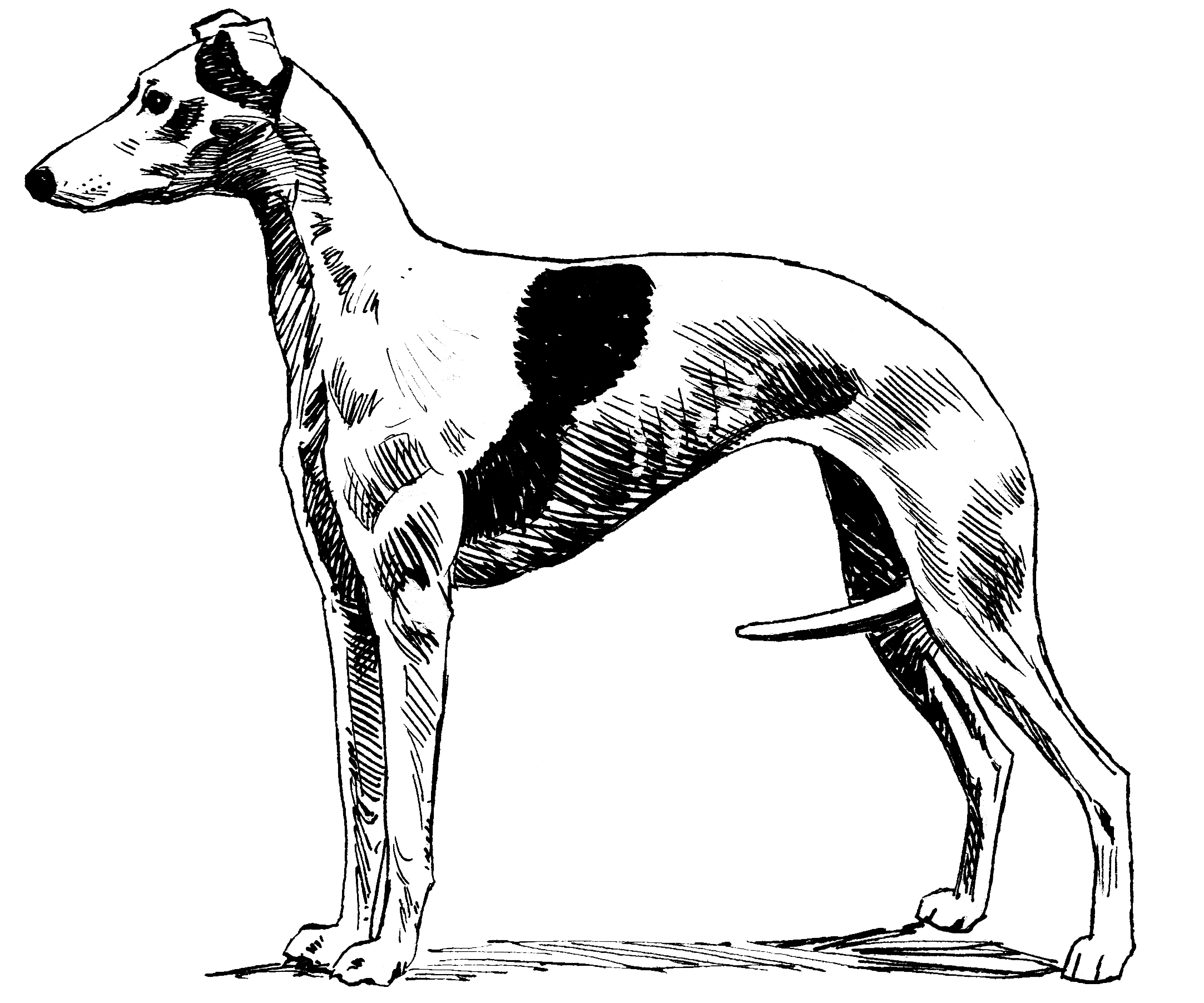
Un whippet.
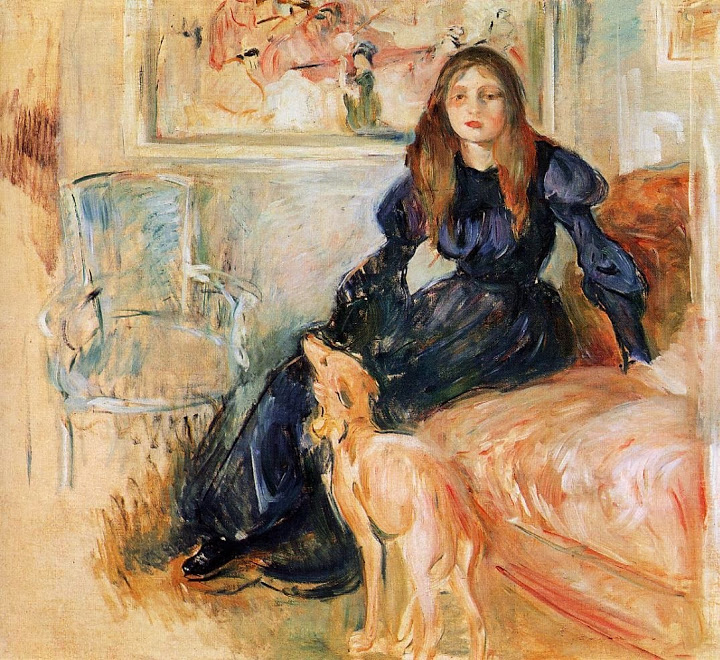
La Fille et le whippet (Berthe Morisot, 1893).
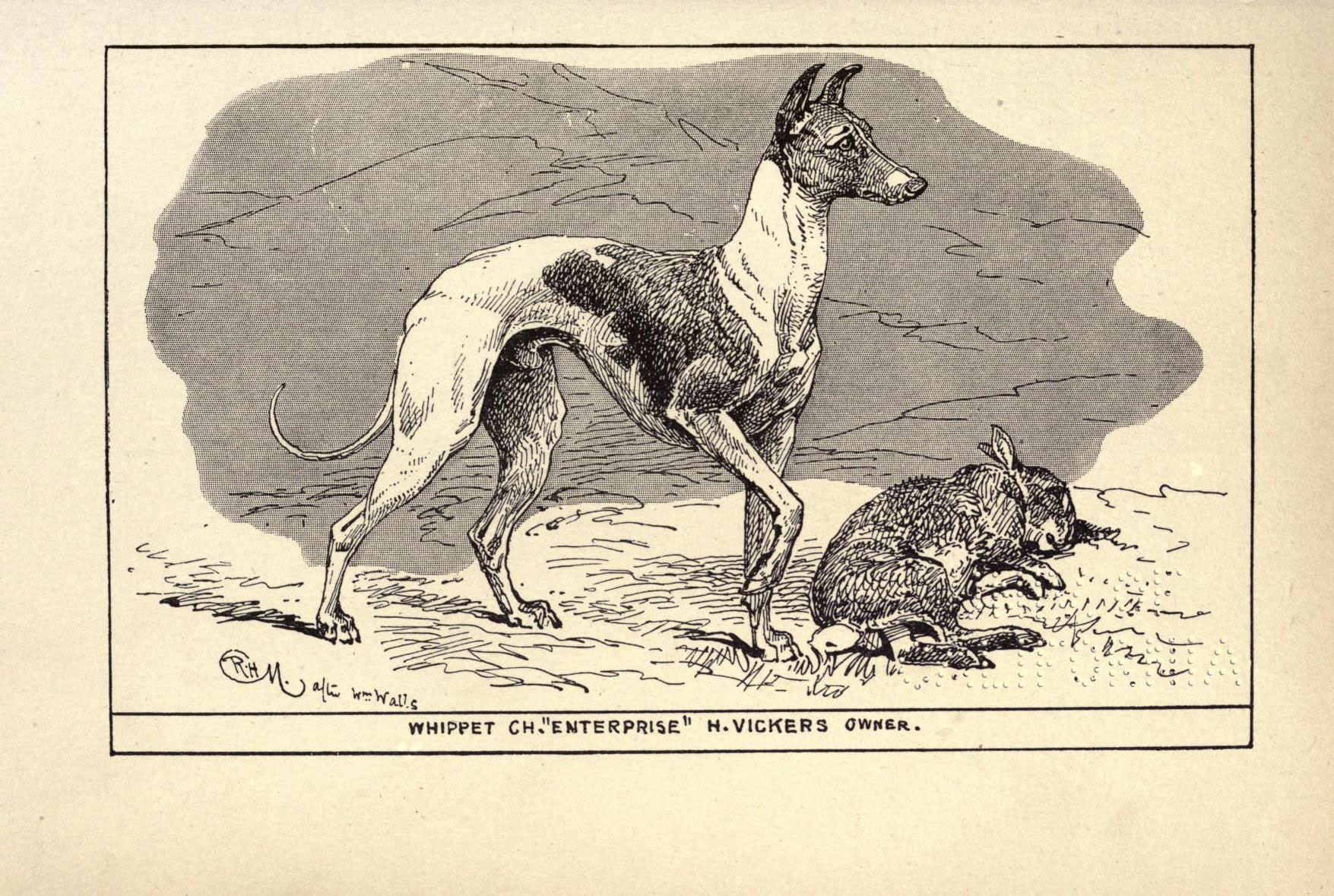
Un whippet.

## Caractère

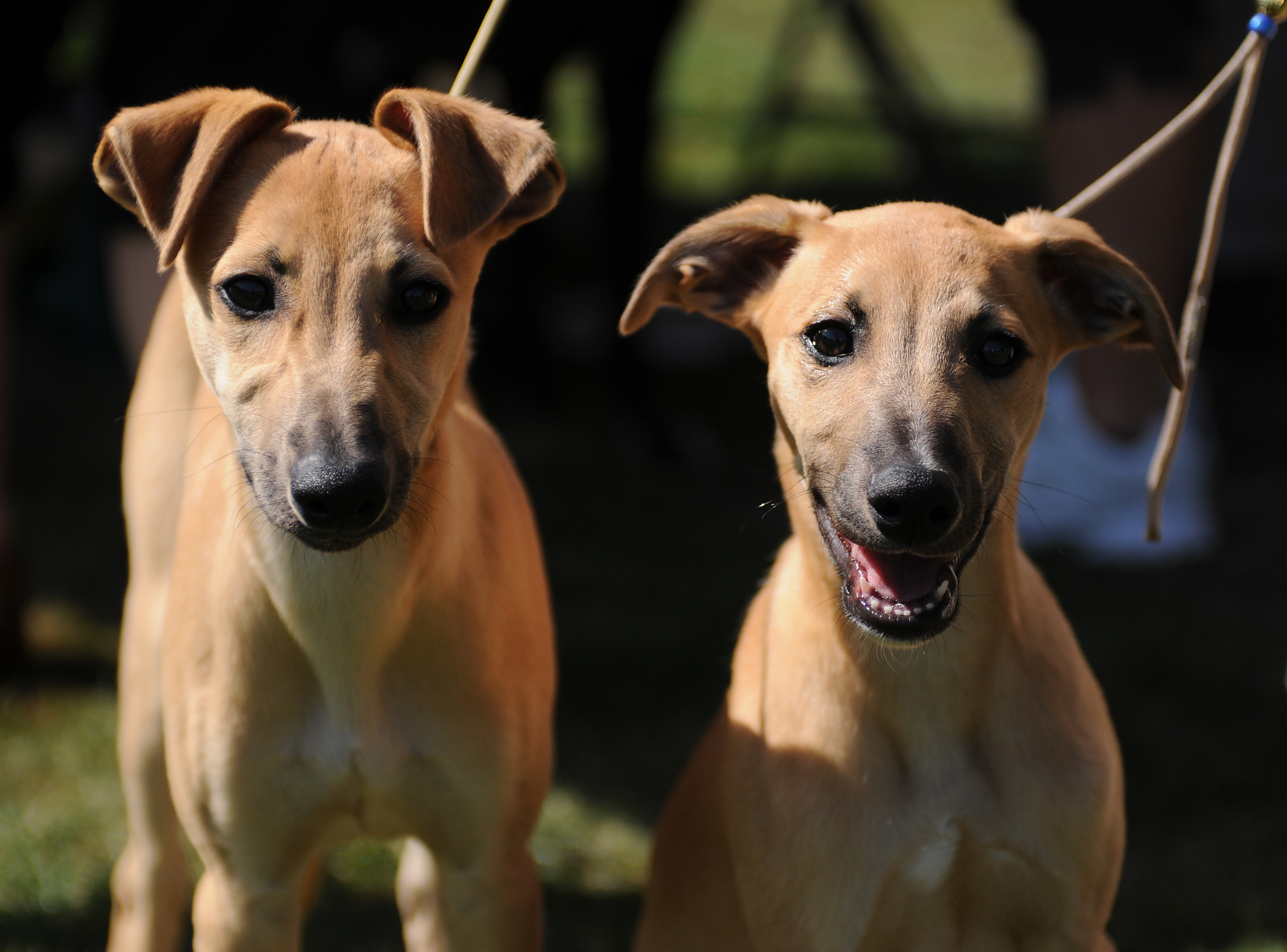
Chiots whippets.

Le whippet est facile à vivre, sensible et extrêmement affectueux envers son maître.
De nature discrète, il s'adapte bien à la vie citadine en appartement, à condition de pouvoir se dépenser régulièrement lors de fréquentes et longues balades. Sa vitalité en fait le compagnon idéal des joggeurs.
Il n'aime pas la solitude mais la supporte avec calme si on le lui apprend.

## Soins et santé
La longévité moyenne du whippet est d'environ quinze ans.
Il est robuste, mais il craint le froid et les courants d'air et la pluie.
Il est très rarement malade.

## Sport
- Épreuves de courses sur cynodromes ou racing.
- La poursuite à vue sur leurre (PVL) ou coursing.
- Les courses à pari mutuel (PMU).

## Galerie

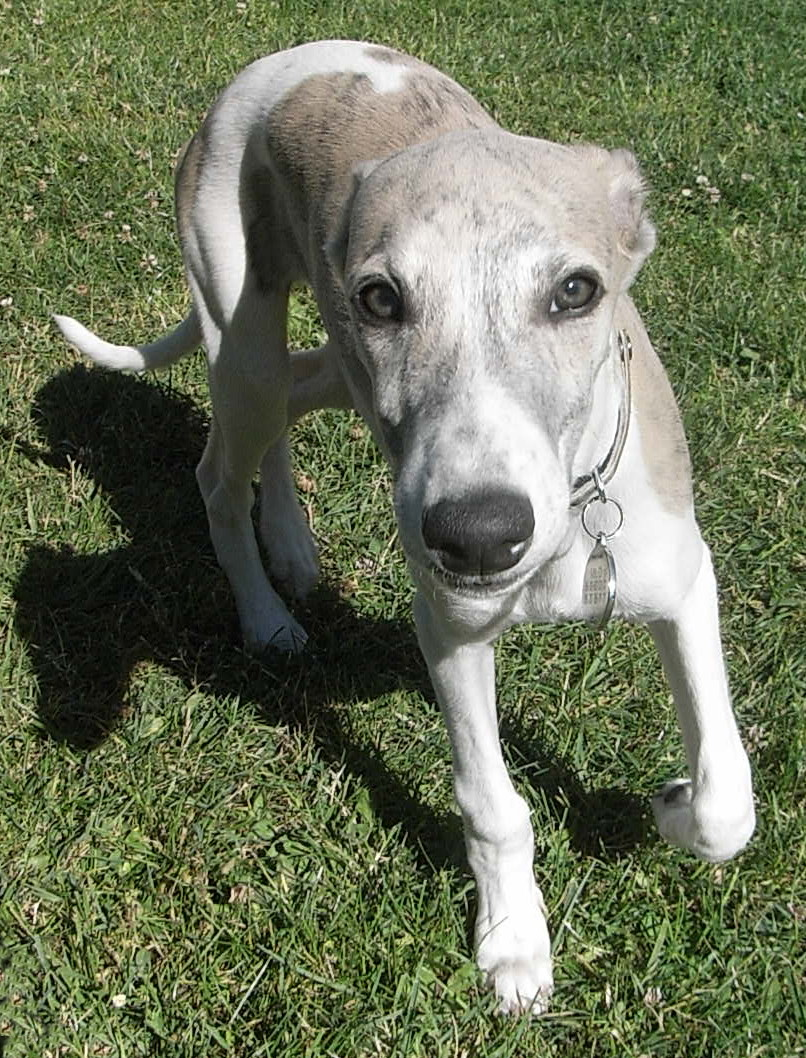
Chiot de trois mois et demi (♂).
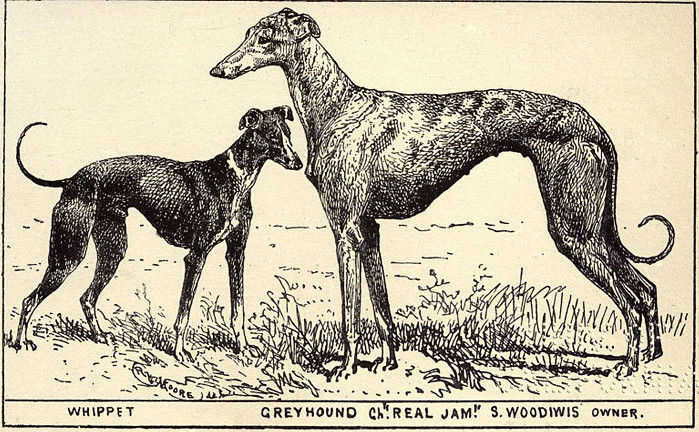
Comparatif de taille entre whippet (♂) et greyhound (♀).
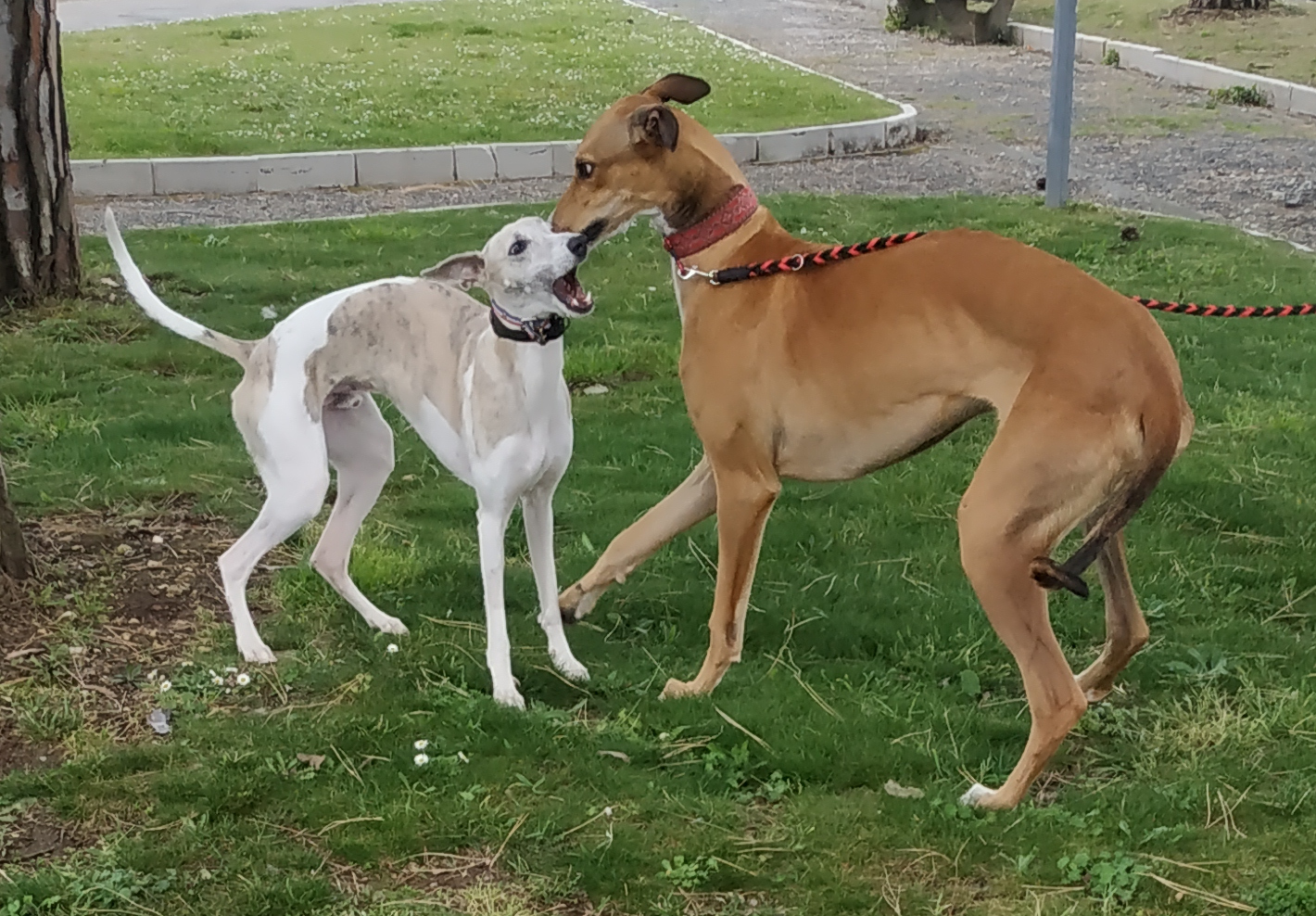
Whippet (♂) et greyhound (♂).
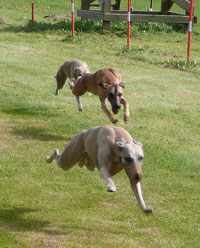
Course de whippets.